# Passione innocente
Passione innocente (Breathe In) è un film del 2013 diretto da Drake Doremus e interpretato da Guy Pearce, Felicity Jones e Amy Ryan.

## Trama
I Reynolds sono una famiglia modello, la figlia Lauren è una nuotatrice bella e popolare, la madre una collezionista di barattoli di biscotti e il padre Keith un insegnante di musica e un violoncellista da orchestra. Il padre è in piena crisi di mezza età, rimpiange i tempi in cui non insegnava ma viveva di musica. L'arrivo di Sophie, una studentessa inglese in scambio culturale, porta scompiglio nella vita familiare dei Reynolds.
La timida Sophie, con la sua bravura al piano, la sua mente matura per una diciottenne e la sua comprensione per i problemi, fa innamorare il padre, che si dice disposto a mollare la moglie e la figlia per un vagabondaggio con Sophie.
I coetanei di Sophie invece sono attratti da altre virtù di Sophie piuttosto che dalla sua intelligenza. In particolare il fidanzato di Lauren, Aaron, dopo una serata in discoteca cerca di portare a letto Sophie, ma lei lo rifiuta; lui per vendetta diffonde la voce di aver fatto sesso con Sophie, incurante dei sentimenti della sua fidanzata. Lauren triste per essere stata tradita dalla sua amica esce da scuola in anticipo e va al lago dove tempo prima ha fatto una festa con Aaron, Sophie e altri amici, ma lì trova suo padre e Sophie sdraiati l'uno accanto all'altro, che si tengono per mano, e ne è sconvolta.
La notte Lauren torna a casa tardi e sveglia Sophie con degli schiaffi, le dice che li ha visti al lago piangendo e schiaffeggiandola, dopo va a letto senza aggiungere altro. Keith trova Sophie che piange, cerca di consolarla ma lei non gli dice perché piange e gli dice che deve andarsene subito; Keith gli risponde di non farlo, che il giorno dopo possono scappare insieme e mollare tutto. Sophie accetta.
Il giorno dopo la situazione raggiunge il suo culmine.
Mentre i due innamorati si preparano per la partenza, Lauren fa un incidente d'auto perché piangeva alla guida. Infatti poco prima lei aveva tentato di riconquistare Aaron con il suo corpo ma lui l'aveva respinta dicendole di essere patetica. Nello stesso lasso di tempo la madre scopre che sia i bagagli di Sophie sia i vestiti del marito sono scomparsi, quando capisce cosa è accaduto è talmente infuriata che prende le sue preziosissime scatole di biscotti e le lancia per terra, cospargendo di cocci tutta la casa.
Quando Sophie e Keith sono pronti per partire, a Keith arriva un messaggio dalla moglie che gli dice dell'incidente di Lauren.
Il film si conclude con Sophie che torna in Inghilterra, Lauren che sopravvive con qualche graffio, la madre che vende i suoi barattoli per biscotti e il padre che continua amaramente a insegnare.
I Reynolds continueranno la loro perfetta vita familiare, ma niente sarà più come prima.